# Hydre mâle
Hydrus
Pour les articles homonymes, voir hydre et Hyi.
L’Hydre mâle (à ne pas confondre avec l'immense Hydre, dite « Hydre femelle ») est une petite constellation située près du pôle sud céleste et découpe une partie de l'espace située sous le plan de la Voie lactée. Elle ne contient donc pas beaucoup d'étoiles visibles.

## Histoire
La constellation de l'Hydre mâle est une création moderne. Elle fut inventée par les navigateurs hollandais Pieter Dirkszoon Keyser et Frederick de Houtman à la fin du XVIe siècle pour remplir un espace sans dénomination près du pôle sud céleste. Elle fut popularisée par Johann Bayer lors de la publication de son Uranometria en 1603. Parfois appelée « Serpent de mer », elle n'a rien à voir avec l'Hydre de Lerne de la mythologie grecque.
L’astronome Julius Schiller combina l'Hydre mâle et le Toucan pour former la constellation biblique de l'archange Raphaël. Comme les autres constellations religieuses de Schiller, elle ne tarda pas à tomber en désuétude.

## Observation des étoiles

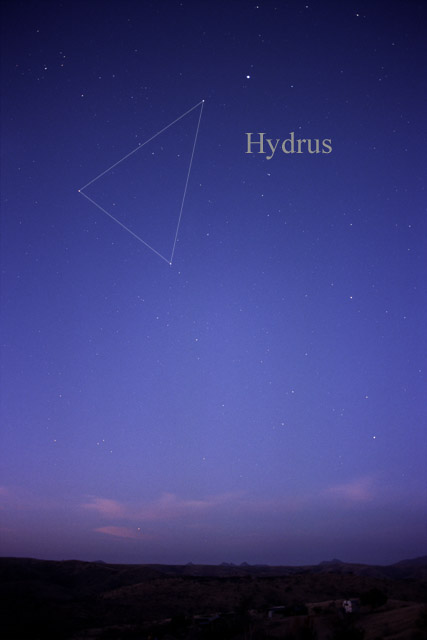
Constellation de l'Hydre mâle

Visibilité nocturne de la constellation.

### Localisation de la constellation
L'Hydre mâle fait partie du petit groupe de constellations situées autour de Achernar, le terminus de la rivière Éridan. Elle se situe à l'immédiat sud de cette étoile.

### Forme de la constellation
La constellation a la forme générale d'une hydre d'eau douce qui se serait fixée sur Achernar.
L'étoile la plus proche d'Achernar, à ~5° au SSE, est α Hyi, qui marque le pied de l'hydre.
Dans cette direction, encore ~5° plus loin, on trouve un petit arc de cercle formé par ε (à l'Est), δ (au centre) et η Hyi (à l'Ouest). Si les conditions sont excellentes, on peut également voir à ce niveau ζ Hyi à l'Est, au-dessus de ε, et π Hyi au centre, au-dessus de δ. L'ensemble marque la bouche de l'hydre.
En continuant toujours plus au Sud, après encore ~5°, on trouve au SE γ Hyi, dans l'alignement de α vers ε, et 10° plus au Sud β Hyi, dans l'alignement de α vers η Hyi. Ces deux étoiles sont les tentacules de l'hydre.
Le Petit Nuage de Magellan est situé sur l'alignement entre α et β Hyi, à ~5° au nord de β Hyi ; mais les limites des constellations sont telles qu'il est entièrement compris dans la constellation du Toucan. En fait, les limites de l'Hydre sont tellement anguleuses que les trois arêtes de son triangle principal, qui relie α et β et γ Hyi, sortent toutes les trois de la constellation.

## Étoiles principales

### βHydri
β Hydri, l'étoile la plus brillante de la constellation avec une magnitude apparente de 2,80. Elle est intéressante, car plus âgée que le Soleil, elle arrive à la fin de sa vie sur la séquence principale et donne ainsi des informations sur le destin de notre étoile. C'est une étoile juste un peu plus chaude et trois fois plus lumineuse que le Soleil.
C'est également une étoile proche du système solaire, à 24,3 années-lumière.
β Hydri est l'étoile la plus proche du pôle sud céleste qui soit relativement lumineuse; elle en est écartée de 12° environ.

### Autres étoiles
α Hydri (parfois appelée la Tête de l'Hydre) est une étoile sous-géante de type spectral F0IV et de magnitude apparente 2,86.
γ Hydri est une géante rouge distante d'environ 214 années-lumière. C'est une étoile variable semi-régulière dont la magnitude apparente varie entre 3,22 et 3,29.
π Hydri est une étoile double visuelle avec des composantes presque discernables à l'œil nu pour un observateur doté d'une excellente vue.
GJ 3021, ou HD 1237, est une étoile binaire composée d'une naine jaune moins lumineuse que le Soleil et d'une naine rouge. Autour de la première étoile, on a découvert en 2000 une exoplanète géante gazeuse en orbite, GJ 3021 b.

## Objets célestes

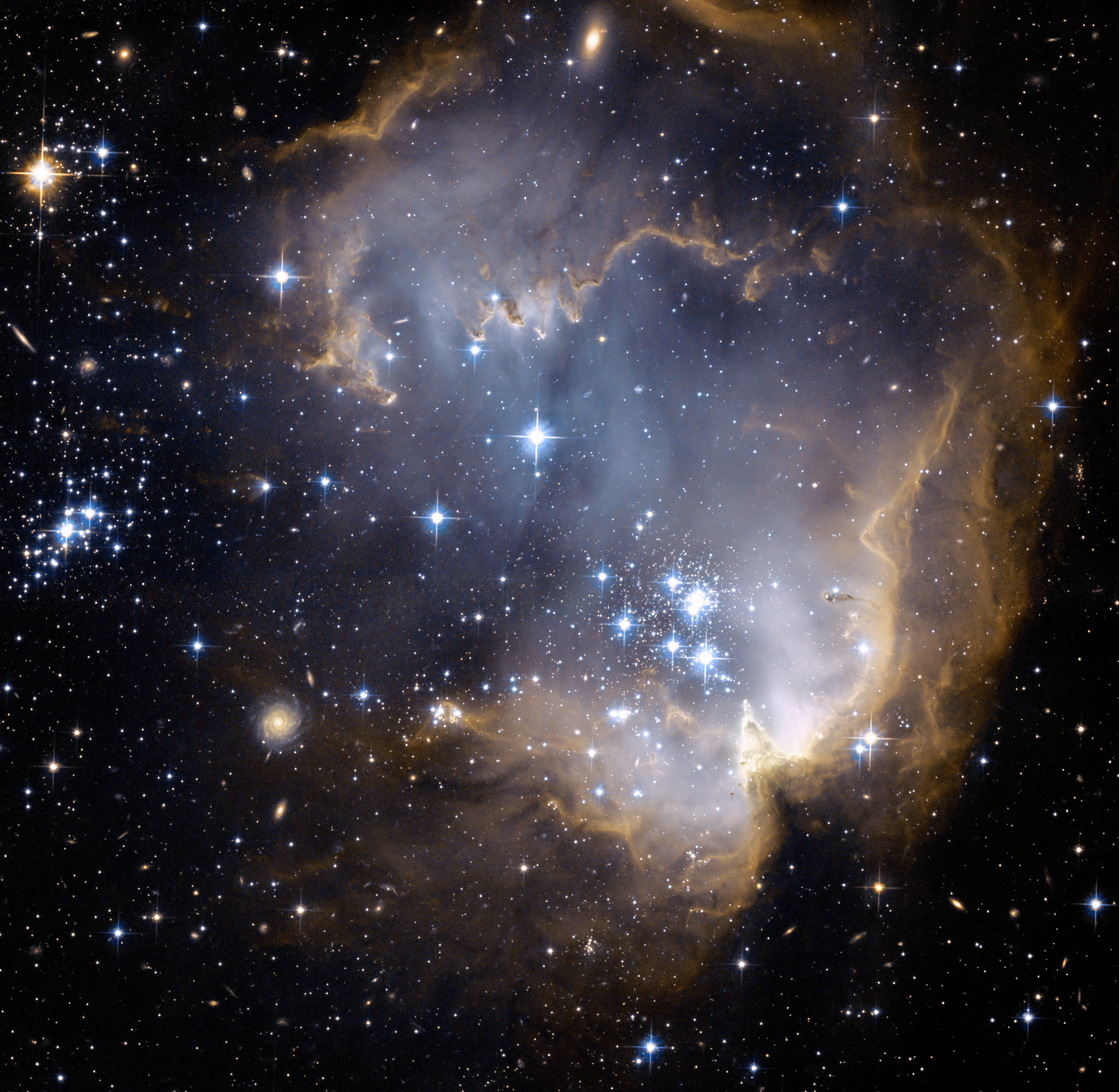
Nébuleuse NGC 602

Bien qu'entourée par le Toucan, la Table et la 
Dorade et situé par conséquent entre les Nuages de Magellan, la constellation de l'Hydre mâle ne contient que peu d'objets célestes. On y trouve les galaxies NGC 1473, NGC 1511 et NGC 1717 et la nébuleuse NGC 602.